# كزافييه ديركو
كزافييه ديركو (بالبرتغالية: Dirceu Xavier Francisco‏) هو لاعب كرة قدم برازيلي في مركز الوسط، ولد في 18 ديسمبر 1977 في كابو فريو في البرازيل. لعب مع أتلتيكو يوفنتوس وسانتو أندريه ومكابي بتاح تكفا ومكابي حيفا ونادي ساو بيرناردو ونادي غواراني ونادي فلومينينسي.

## وصلات خارجية
- كزافييه ديركو على موقع قاعدة بيانات كرة القدم.إي يو (الإنجليزية)
- كزافييه ديركو على موقع عالم كرة القدم.نت (الإنجليزية)